# Afrykański turniej kwalifikacyjny w piłce siatkowej mężczyzn do Letnich Igrzysk Olimpijskich 2012
Afrykański turniej kwalifikacyjny stanowił drugą szansę (po Pucharze Świata) dla drużyn zrzeszonych w Afrykańskiej Konfederacji Piłki Siatkowej (CAVB) na awans do turnieju olimpijskiego w piłce siatkowej mężczyzn na Letnich Igrzyskach Olimpijskich 2012. Odbył się w dniach 17-21 stycznia 2012 roku w Palais des Sports de Warda w stolicy Kamerunu – Jaunde.
W kwalifikacjach udział wzięło 5 reprezentacji. Z udziału w rozgrywkach zrezygnowała reprezentacja Nigru.
Drużyny rozegrały ze sobą po jednym spotkaniu. Awans do turnieju olimpijskiego uzyskała reprezentacja Tunezji, która wygrała wszystkie mecze.

## Drużyny uczestniczące
| Drużyna  | Ranking FIVB (04.01.2012) | Mistrzostwa Afryki 2011 |
| -------- | ------------------------- | ----------------------- |
| Algieria | 25. miejsce               | 4. miejsce              |
| Egipt    | 11. miejsce               | 1. miejsce              |
| Ghana    | 123. miejsce              | –                       |
| Kamerun  | 14. miejsce               | 2. miejsce              |
| Tunezja  | 18. miejsce               | 3. miejsce              |

## Tabela
| Lp. | Drużyna  | Pkt | Mecze | Mecze | Mecze | Małe punkty | Małe punkty | Małe punkty | Sety | Sety | Sety  |
| Lp. | Drużyna  | Pkt | M     | W     | P     | zdob.       | str.        | ratio       | wyg. | prz. | ratio |
| --- | -------- | --- | ----- | ----- | ----- | ----------- | ----------- | ----------- | ---- | ---- | ----- |
| 1   | Tunezja  | 8   | 4     | 4     | 0     | 341         | 297         | 1.148       | 12   | 2    | 6.000 |
| 2   | Egipt    | 7   | 4     | 3     | 1     | 362         | 307         | 1.179       | 10   | 5    | 2.000 |
| 3   | Kamerun  | 6   | 4     | 2     | 2     | 381         | 371         | 1.027       | 9    | 8    | 1.125 |
| 4   | Algieria | 5   | 4     | 1     | 3     | 309         | 318         | 0.972       | 5    | 9    | 0.556 |
| 5   | Ghana    | 4   | 4     | 0     | 4     | 200         | 300         | 0.667       | 0    | 12   | 0.000 |

Źródło: cavb.org
Zasady ustalania kolejności: 1. liczba zdobytych punktów; 2. wyższy stosunek małych punktów; 3. wyższy stosunek setów.
Punktacja: zwycięstwo – 2 pkt; porażka – 1 pkt

## Wyniki spotkań
| Data  | Godzina | Drużyna 1 | Wynik | Drużyna 2 | Set 1 | Set 2 | Set 3 | Set 4 | Set 5 | Widzów | Raport |
| ----- | ------- | --------- | ----- | --------- | ----- | ----- | ----- | ----- | ----- | ------ | ------ |
| 17.01 | 16:00   | Tunezja   | 3:1   | Egipt     | 25:23 | 16:25 | 29:27 | 25:23 |       | 2000   |        |
| 17.01 | 18:00   | Kamerun   | 3:0   | Ghana     | 25:18 | 25:16 | 25:12 |       |       | 3500   |        |
| 18.01 | 16:00   | Ghana     | 0:3   | Egipt     | 21:25 | 8:25  | 17:25 |       |       | 1000   |        |
| 18.01 | 18:00   | Algieria  | 2:3   | Kamerun   | 24:26 | 25:19 | 22:25 | 27:25 | 18:20 | 2600   |        |
| 19.01 | 16:00   | Egipt     | 3:0   | Algieria  | 25:21 | 25:19 | 26:24 |       |       | 500    |        |
| 19.01 | 18:00   | Tunezja   | 3:0   | Ghana     | 25:22 | 25:13 | 25:21 |       |       | 300    |        |
| 20.01 | 16:00   | Tunezja   | 3:0   | Algieria  | 25:17 | 25:16 | 25:21 |       |       | 1300   |        |
| 20.01 | 18:00   | Egipt     | 3:2   | Kamerun   | 27:25 | 23:25 | 23:25 | 25:20 | 15:7  | 4600   |        |
| 21.01 | 14:00   | Tunezja   | 3:1   | Kamerun   | 21:25 | 25:20 | 25:23 | 25:21 |       | 4000   |        |
| 21.01 | 18:00   | Ghana     | 0:3   | Algieria  | 15:25 | 19:25 | 18:25 |       |       | 200    |        |